# ماركو بلتولا
ماركو بلتولا (12 يوليو 1956 - 31 ديسمبر 2007) (بالإنجليزية: Markku Peltola)‏ كان موسيقار وممثل فنلندي.

## أفلامه
- رجل دون ماضي, 2002[2]

## مواقع خارجية
- ماركو بلتولا على موقع IMDb (الإنجليزية)
- ماركو بلتولا على موقع ألو سيني (الفرنسية)
- ماركو بلتولا على موقع ميوزك برينز (الإنجليزية)
- ماركو بلتولا على موقع أول موفي (الإنجليزية)
- ماركو بلتولا على موقع قاعدة بيانات الأفلام السويدية (السويدية)
- ماركو بلتولا على موقع ديسكوغز (الإنجليزية)
- ماركو بلتولا على موقع قاعدة بيانات الفيلم (الإنجليزية)
- ماركو بلتولا على موقع كينوبويسك (الروسية)